# Ankargränd

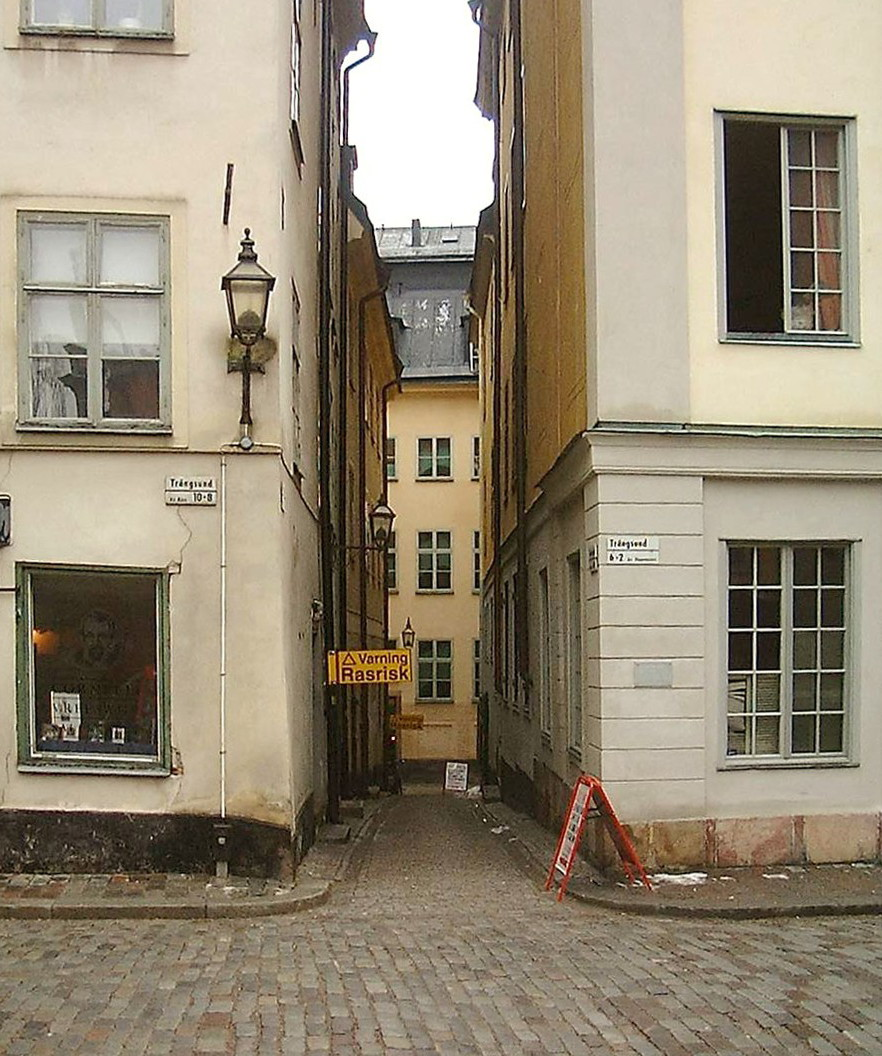
Ankargränd från Trångsund.

Ankargränd är en gränd i Gamla Stan, Stockholm. Norr om gränden ligger kvarteret Hippomenes och söder om gränden ligger kvarteret Ajax.
Gränden är ungefär 30 meter lång och leder från Prästgatan till Trångsund. Namnet kan härledas till Marcus Andersson Anker som i huset Prästgatan 11, i hörnet av Ankargränd, hade sitt gårkök Ankaret. Äldsta belägget på gatunamnet, den så kallade ankargränden är från år 1731.